# Thaumetopoea apologetica
Thaumetopoea apologetica är en fjärilsart som beskrevs av Embrik Strand 1909. Thaumetopoea apologetica ingår i släktet Thaumetopoea och familjen tandspinnare. Inga underarter finns listade i Catalogue of Life.